# Yuanlao
Yuanlao (kinesiska: 袁老, 袁老乡) är en socken i Kina. Den ligger i provinsen Henan, i den centrala delen av landet, omkring 180 kilometer sydost om provinshuvudstaden Zhengzhou. Antalet invånare är 42 061. Befolkningen består av 21 683 kvinnor och 20 378 män. Barn under 15 år utgör 29,0 %, vuxna 15-64 år 61 %, och äldre över 65 år 8,0 %.
Genomsnittlig årsnederbörd är 992 millimeter. Den regnigaste månaden är augusti, med i genomsnitt 206 mm nederbörd, och den torraste är januari, med 11 mm nederbörd.